# Hypena newelli
Hypena newelli là một loài bướm đêm thuộc họ Erebidae. Đây là loài đặc hữu của the Hawaii.